# Bahnhof Roma Termini
Der Bahnhof Roma Termini ist der Hauptbahnhof der italienischen Hauptstadt Rom. Mit rund 150 Millionen Reisenden jährlich ist er der verkehrsreichste Bahnhof Italiens sowie ein bedeutender Verkehrsknoten für den inneritalienischen und grenzüberschreitenden Bahnverkehr. Der Bahnhof wurde 1867 eröffnet; das heutige Empfangsgebäude entstand 1951 im Stil der italienischen Nachkriegsmoderne. Er liegt als Kopfbahnhof am nördlichen Rand des Esquilin-Hügels, zwischen den Stadtteilen Esquilino und Castro Pretorio. Über zwei U-Bahn-Linien, zahlreiche Busverbindungen und den Leonardo Express zum Flughafen Fiumicino ist er in das städtische Nahverkehrsnetz eingebunden.

## Geschichte

### Planung und Bauzeit (1867–1874)

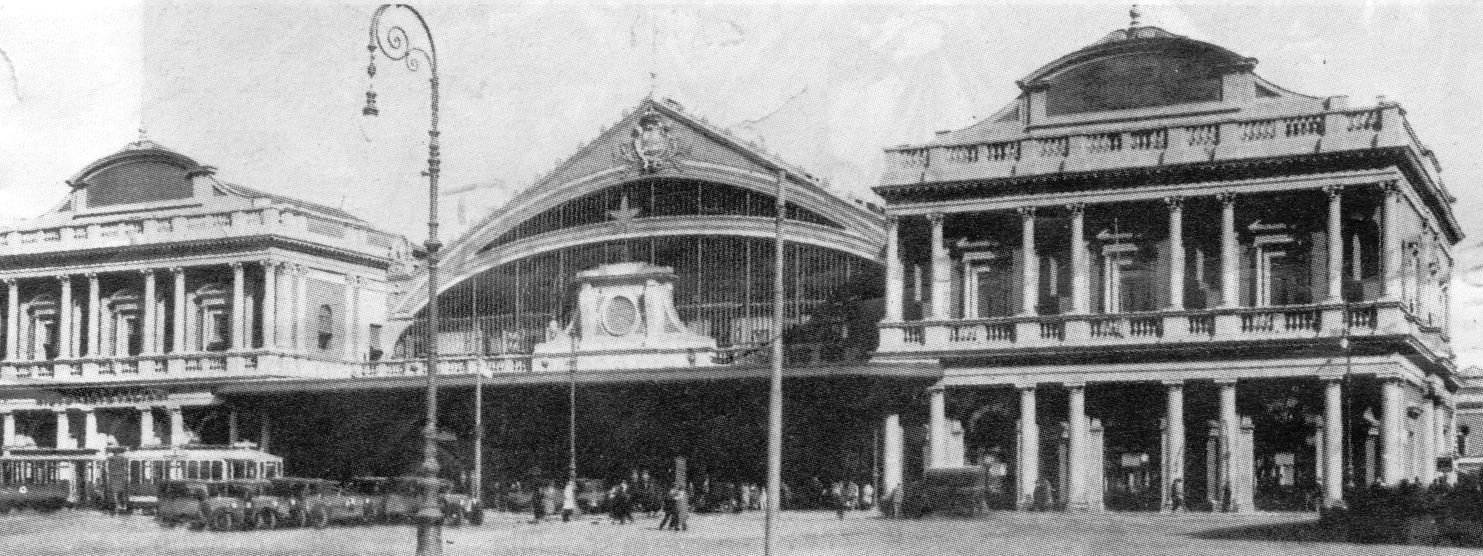
Altes Gebäude

Die Planung und Errichtung des Bahnhofs Roma Termini begannen in den 1860er Jahren, als Rom noch unter der Kontrolle des Kirchenstaates stand. Der Bau wurde nach den Entwürfen des römischen Architekten Salvatore Bianchi (1821–1884) durchgeführt und zwischen 1869 und 1874 abgeschlossen. Der Standort des Bahnhofs wurde auf dem Gelände der ehemaligen Villa Montalto-Peretti gewählt, einer weitläufigen Renaissance-Villa, die im 16. Jahrhundert von Kardinal Felice Peretti, dem späteren Papst Sixtus V., errichtet worden war. Die Villa wurde abgerissen, um Platz für den Bahnhof zu schaffen. Der Name „Termini“ leitet sich von den nahegelegenen Diokletiansthermen (lateinisch: Thermae Diocletiani) ab, einer der größten antiken Badeanlagen Roms, die sich in unmittelbarer Nähe des Bahnhofs befinden. Im Jahr 1876 wurde die Botte di Termini, eine monumentale Zisterne, die zur Wasserversorgung der Diokletiansthermen in Rom diente, im Zuge des Baus des Bahnhofs vollständig abgerissen. Mit der Eroberung Roms durch das Königreich Italien am 20. September 1870 und der anschließenden Ernennung Roms zur Hauptstadt am 3. Februar 1871 wurde der Bahnhof zu einem zentralen Verkehrsknotenpunkt des neuen Nationalstaates.
Bereits wenige Jahre nach der Inbetriebnahme erwies sich die Anlage als unzureichend für das steigende Verkehrsaufkommen. Im späten 19. Jahrhundert wurde sie durch zusätzliche Gleise und provisorische Abfertigungsbauten erweitert. Das Empfangsgebäude selbst blieb über Jahrzehnte im ursprünglichen Zustand bestehen.

### Neubauplanungen und Bauphase unter Angiolo Mazzoni (1938–1943)
Im Jahr 1938 begann der italienische Architekt Angiolo Mazzoni mit dem Entwurf eines neuen Empfangsgebäudes für den Bahnhof Roma Termini. Dieses Projekt war Teil der umfassenden städtebaulichen Maßnahmen des faschistischen Regimes unter Benito Mussolini, insbesondere im Hinblick auf die für 1942 geplante Weltausstellung Esposizione Universale di Roma (EUR). Mazzonis Entwurf sah ein monumentales Bauwerk im Stil des faschistischen Rationalismus vor, das sowohl funktionale als auch repräsentative Zwecke erfüllen sollte. Die Bauarbeiten begannen mit der Errichtung der seitlichen Gebäudeflügel und technischer Einrichtungen. Bis 1943 waren die Lateralbauten weitgehend fertiggestellt, während das zentrale Empfangsgebäude noch unvollendet blieb. Die Bauarbeiten wurden 1943 aufgrund des Zweiten Weltkriegs und des Zusammenbruchs des faschistischen Regimes eingestellt. Nach dem Krieg wurde Mazzonis Entwurf als nicht mehr zeitgemäß betrachtet, und das Projekt wurde von anderen Architekten übernommen, die den Bahnhof in den 1950er Jahren vollendeten.

### Neubau nach dem Zweiten Weltkrieg
Nach dem Zweiten Weltkrieg wurde das ursprüngliche Bauprojekt von Angiolo Mazzoni verworfen, da es als überholt und zu monumental galt. 1947 wurde ein Architekturwettbewerb ausgeschrieben, den zwei Teams gewannen: Leo Calini und Eugenio Montuori sowie eine Gruppe um Annibale Vitellozzi, zu der Massimo Castellazzi, Vasco Fadigati und Achille Pintonello gehörten. Der Bauingenieur Pier Luigi Nervi war für die strukturelle Planung verantwortlich. Das neue Empfangsgebäude wurde zwischen 1948 und 1951 errichtet und am 20. Dezember 1950 eingeweiht.  Es zeichnet sich durch eine moderne Architektur aus, die eine klare, lineare Struktur mit einer markanten, geschwungenen Dachkonstruktion kombiniert, die als „Dinosaurier“ bekannt ist. Diese Konstruktion besteht aus einer Stahlbetonhalle mit einer Länge von 128 Metern und einer Breite von 32 Metern.

### Modernisierungen ab dem Jahr 2000
Zum Heiligen Jahr 2000 erfolgten umfangreiche Modernisierungsmaßnahmen; neben einer denkmalgerechten Sanierung der vorhandenen Bausubstanz wurde u. a. ein neues unterirdisches Einkaufszentrum, das sogenannte Forum Termini, errichtet. Am 23. Dezember 2006 wurde der Bahnhof dem verstorbenen Papst Johannes Paul II. gewidmet und in einem Festakt „Stazione Giovanni Paolo II.“ benannt. Eine von Oliviero Rainaldi zum Jahr der Heiligsprechung 2011 geschaffene Statue des Papstes auf dem Vorplatz wurde am 18. Mai zum ersten Mal und nach einer Umgestaltung der Anlage – unter dem weiten Mantel des Pontifex hatten sich Obdachlose ein nächtliches Domizil eingerichtet – am 19. November 2021 erneut eingeweiht.

## Architektur und Besonderheiten
Die Empfangshalle aus Stahlbeton im Stil des Neuen Bauens hat eine Länge von 128 m und Breite von 32 m. Links am Haupteingang befinden sich Überreste der Servianischen Stadtmauer aus dem 4. Jahrhundert v. Chr.

## Betrieb
Der Bahnhof wird von einer Tochter der FS, der Grandi Stazioni S.p.A., der die 13 größten italienischen Bahnhöfe unterstehen, betrieben.

## Verkehr
Im Fernverkehr ist er mit EuroCity/InterCitys sowie mit den Zügen des italienischen Le-Frecce-Hochgeschwindigkeitsnetzes sehr gut zu erreichen; angeschlossen sind unter anderem die großen Städte Mailand, Neapel und Turin. Im Nahverkehr ist er über die U-Bahn-Station Termini an die U-Bahn-Linien A und B des U-Bahn-Systems Roms angeschlossen, und auch der Leonardo Express zum Flughafen Rom-Fiumicino verkehrt hier. Langfristig wird sich der modernisierte Bahnhof Roma Tiburtina zum wichtigsten Bahnhof im Großraum Rom entwickeln.
Am Ende des südlichen Flügels des Bahnhofs befindet sich der Bahnhof Roma Laziali.

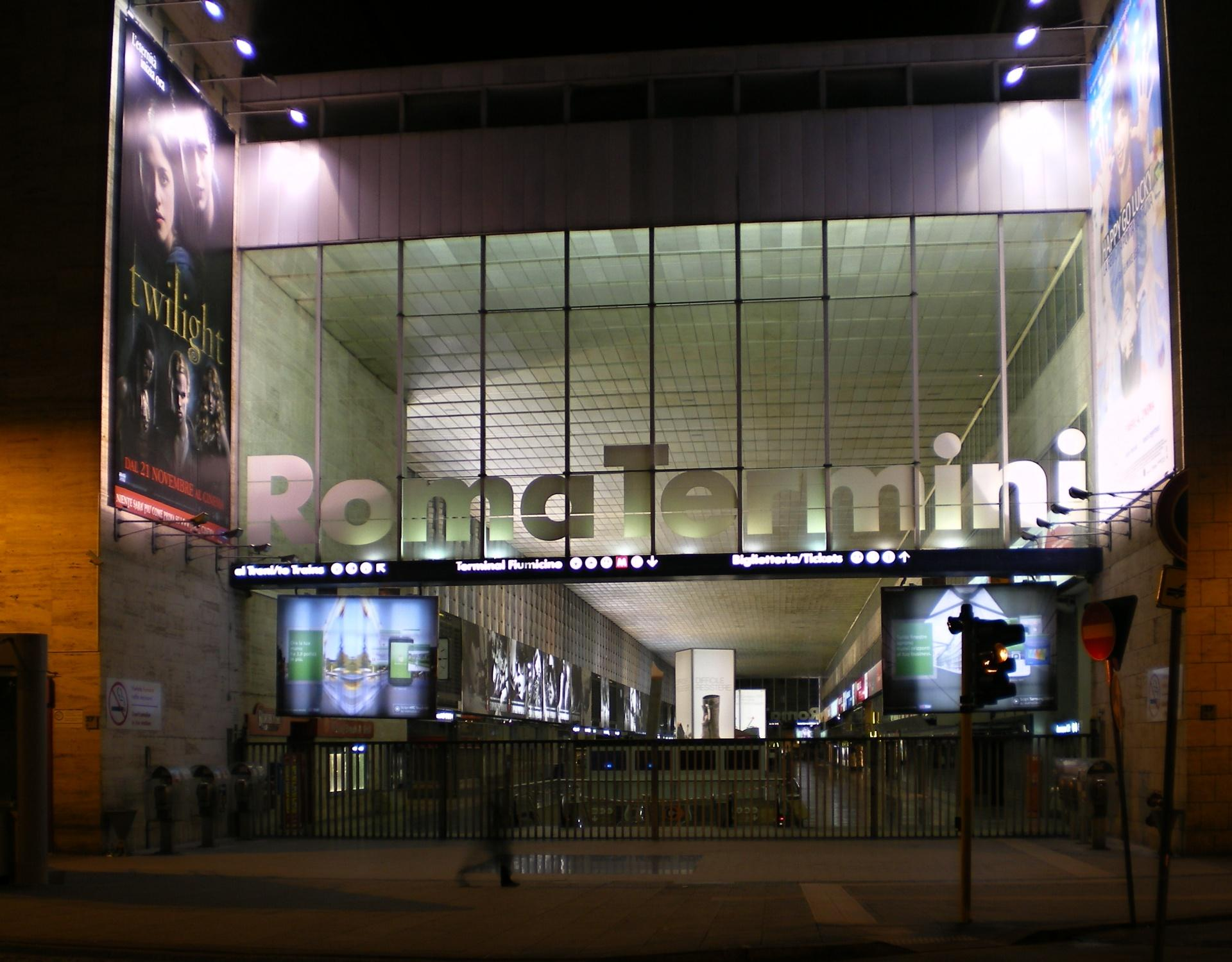
Seiteneingang von der Via Marsala
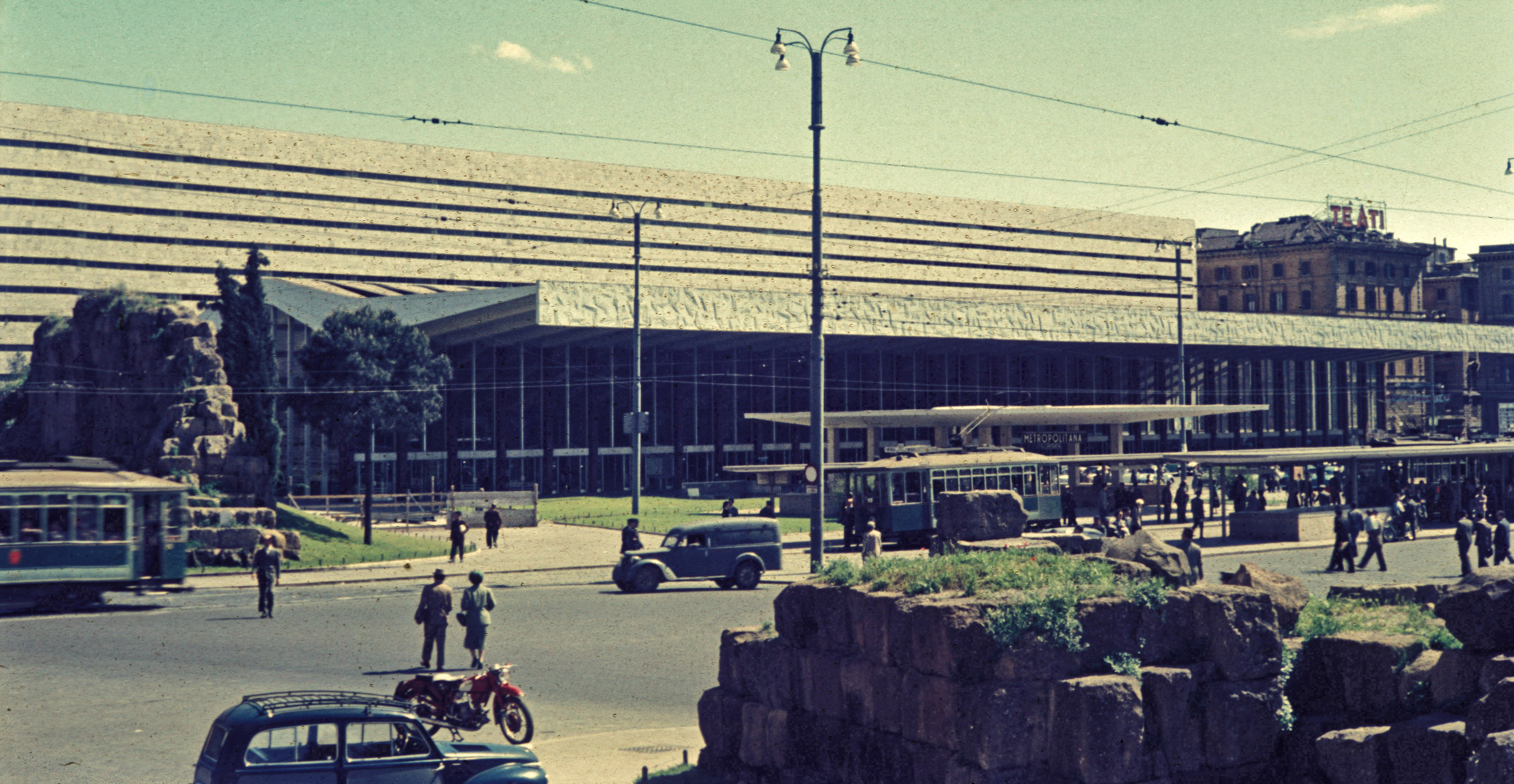
Bahnhof Termini 1956
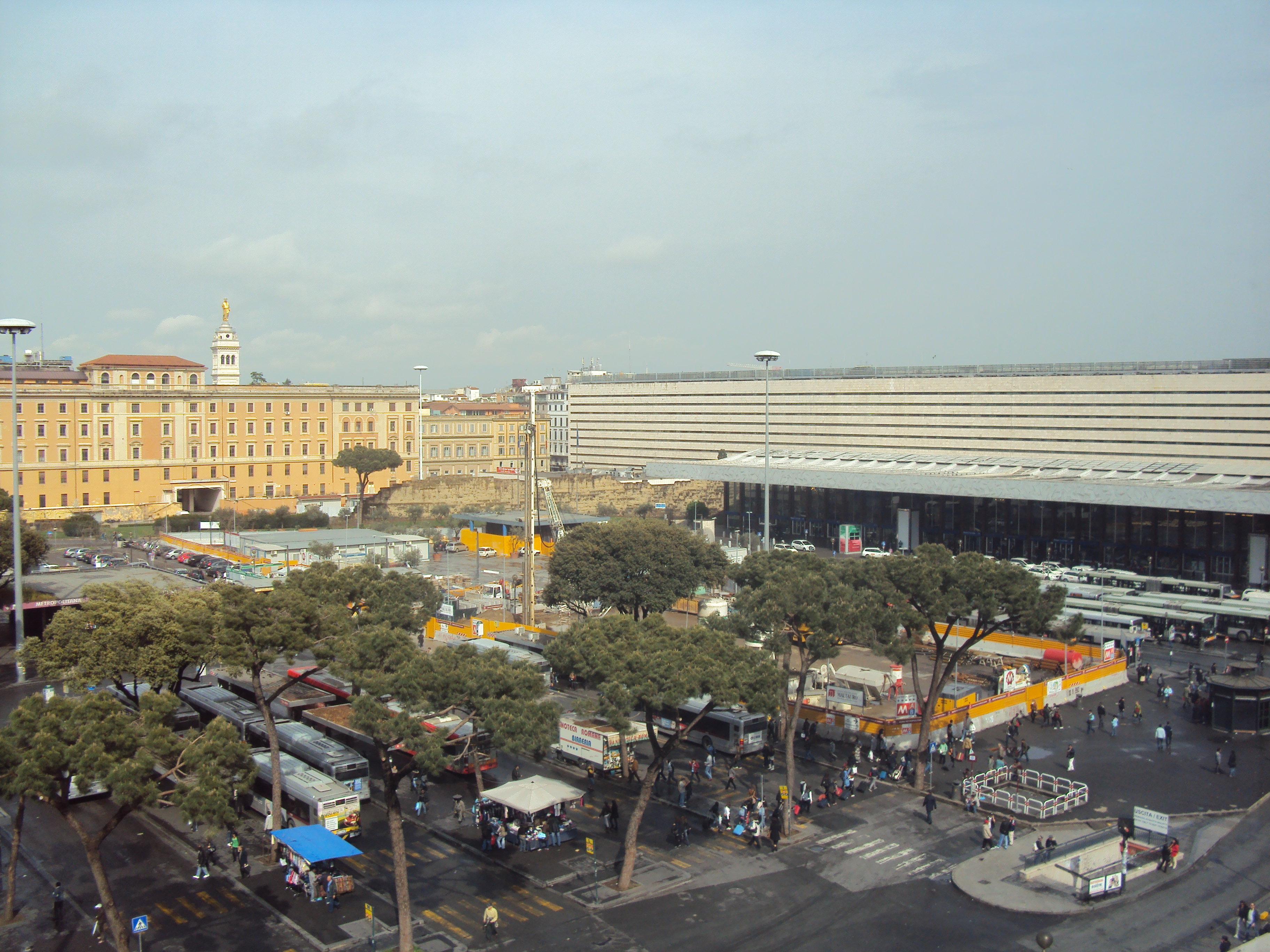
Blick über die Piazza dei Cinquecento
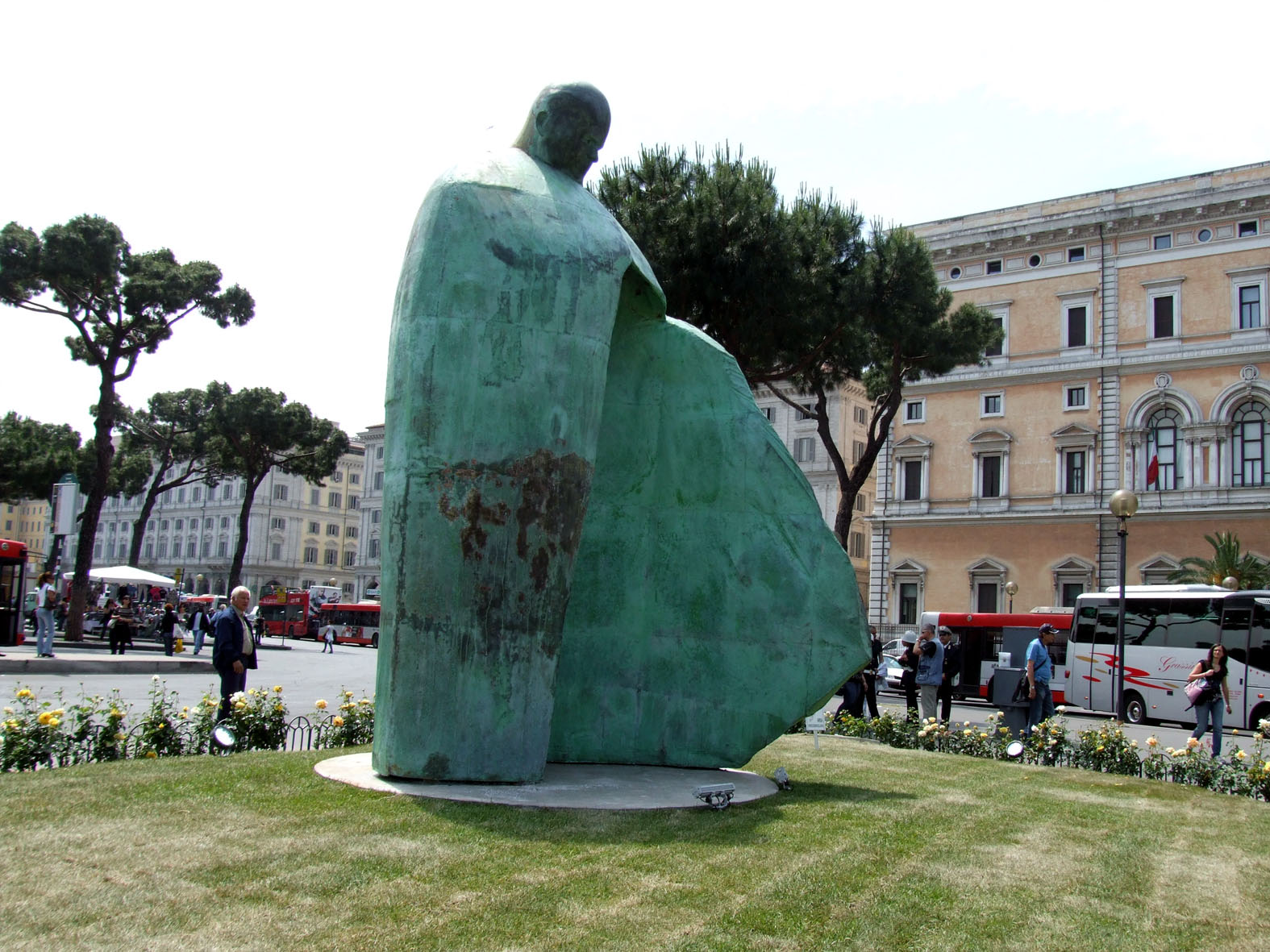
Denkmal für Johannes Paul II. vor dem Bahnhof, 2011
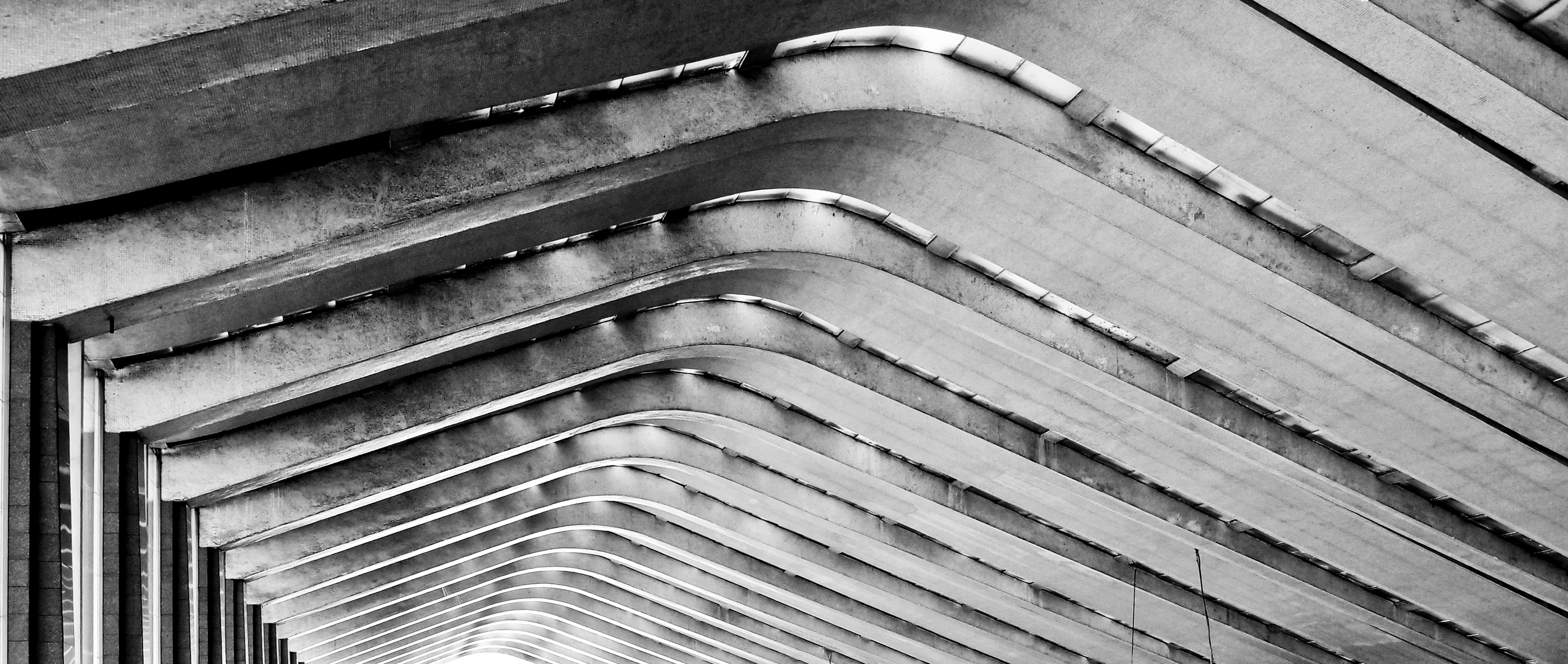
Detail der Binderkonstruktion in der Schalterhalle, 2012
Blick von Südwesten auf das geschwungene Dach der Schalterhalle, 2017

| Linie | Verlauf |
| ----- | --- |
|       | Hauptlinienweg: Roma Termini – Capannelle – Ciampino – Roma–Frascati: Hauptlinienweg – Ciampino – Frascati Roma–Laziale: Hauptlinienweg – Ciampino – Acqua Acetosa – Sassone – Pantanella – Marino Laziale – Castel Gandolfo – Villetta – Albano Laziale Roma–Velletri: Hauptlinienweg – Ciampino – Casabianca – Santa Maria delle Mole – Pavona – Cancelliera – Cecchina – Lanuvio – San Gennaro – Sant’Eurosia – Velletri |
|       | Civitavecchia – Santa Marinella – Santa Severa – Marina di Cerveteri – Ladispoli-Cerveteri – Torre in Pietra-Palidoro – Maccarese-Fregene – Roma Aurelia – Roma San Pietro – Roma Trastevere – Roma Ostiense – Roma Tuscolana – Roma Termini |
|       | Roma Termini – Capannelle – Ciampino – Tor Vergata – Colle Mattia – Colonna Galleria – Zagarolo – Labico – Valmontone – Colleferro-Segni-Paliano – Anagni-Fiuggi – Sgurgola – Morolo – Ferentino-Supino – Frosinone – Ceccano – Castro-Pofi-Vallecorsa – Ceprano-Falvaterra – Isoletta-San Giovanni Incarico – Roccasecca – Piedimonte-Villa Santa Lucia-Aquino – Cassino                                                   |
|       | Roma Termini – Torricola – Pomezia-Santa Palomba – Campoleone – Cisterna di Latina – Latina – Sezze Romano – Priverno-Fossanova – Monte San Biagio – Fondi-Sperlonga – Itri – Formia-Gaeta |
|       | Roma Termini – Torricola – Pomezia-Santa Palomba – Campoleone – Aprilia – Campo di Carne – Padiglione – Lido di Lavinio – Villa Claudia – Marechiaro – Anzio Colonia – Anzio – Nettuno |

## Film
- Rom, Station Termini Spielfilm 1953, Regie Vittorio De Sica